# 13일의 금요일 5: 새로운 시작
《13일의 금요일 5》(영어: Friday the 13th: A New Beginning 혹은 영어: Friday the 13th Part V: A New Beginning)는 미국에서 제작된 대니 스타인먼 감독의 1985년 슬래셔 영화이다. 《13일의 금요일 4》(1984)의 속편이며 13일의 금요일 영화 시리즈 다섯 번째 작품이다. 멜러니 키너먼 등이 출연하였다.
원래는 제이슨 보히스가 아닌 새로운 악당이 등장하는 삼부작의 시작편으로 기획되었으나 전작에 비해 흥행 성적이 좋지 않자 속편 《13일의 금요일 6》(1986)에서 제이슨이 다시 돌아오게 되었다.

## 줄거리
전편으로부터 5년 뒤. 토미는 무덤에서 살아나온 제이슨 보히스가 도굴꾼들을 죽인 뒤 토미 자신을 찾아내는 악몽을 꾸고 일어난다. 트라우마가 심각한 토미는 여러 치료소를 거친 끝에 외딴 거주형 정신 병원 파인허스트 하프웨이 하우스에서 살게 된다.
함께 수용돼 지내는 환자 빅은 장작을 쪼개는 와중에 탐식증인 조이가 와서 귀찮게 하자 조이를 도끼로 찍어 죽이고 체포된다. 조이의 시체는 응급 구조 요원 듀크와 로이가 처리한다.
이후 인근 주민들과 환자들이 연달아 살해되자 보안관은 제이슨이 되살아난 것으로 추정한다. 모습을 드러낸 살인마는 제이슨처럼 아이스하키 마스크를 쓰고 있다. 토미는 이게 전부 환영에 불과하다고 믿다가 살인마에게 공격을 당하고 나서야 현실임을 깨닫는다.
생존자들은 힘을 합쳐 덫을 놓고 살인마를 헛간으로 유인한다. 토미가 살인마를 고미다락에서 떨어뜨리고, 추락한 살인마는 트랙터 써레에 찔려 사망한다. 가면이 벗겨진 살인마의 정체는 조이의 아버지 로이 번스로 드러난다. 아들 조이의 죽음으로 미쳐버린 로이는 조이의 죽음에 책임이 있다고 여긴 사람들을 전부 죽이려고 제이슨인 척 했던 것.
병원 침대에 누워 회복 중이던 토미는 다시 제이슨의 환영을 보게 되지만 그가 공포를 직면하자 환영은 사라져버린다. 그러나 토미는 그만 제이슨을 스스로와 동일시하게 되고 팸이 다가오는 소리가 들리자 창문을 깨서 탈출한 척 꾸민다. 팸이 병실에 들어오자 로이의 하키 마스크를 쓰고 문 뒤에 숨어있던 토미가 식칼을 치켜든다.

## 출연
- 멜러니 키너먼 - 팸 로버츠 역
- 존 셰퍼드 - 토미 자비스 역
  - 코리 펠드먼 - 12살 토미 역
- 샤바 로스 - 레지 윈터 역
- 리처드 영 - 맷 레터 박사 역
- 딕 위앤드 - 로이 역
- 마코 세인트존 - 보안관 터커 역
- 티퍼니 헬름 - 바이얼릿 역
- 줄리엣 커민스 - 로빈 브라운 역
- 제리 패블론 - 제이크 패터슨 역
- 버넌 워싱턴 - 조지 윈터, 조리사 역
- 존 로버트 딕슨 - 에디 켈소 역
- 윌리엄 캐스키 스웨임 - 듀크 존슨 역
- 리처드 라인백 - 보안관보 도드 역
- 미겔 A. 누녜즈 주니어 - 디먼 역
- 제리 필즈 - 어니타 로브 역
- 앤서니 버릴리 - 비니 머날로 역
- 도미닉 브라샤 - 조이 번스 역
- 마크 벤투리니 - 빅터 패든 역
- 캐럴 로커텔 - 에설 허버드 역

## 기타 제작진
- 배역: 펀 챔피언, 패멀라 배스커
- 미술: 로버트 하울런드
- 특수 효과: 마틴 베커